# Lennon-McCartney
Lennon-McCartney o Lennon/McCartney è la firma comune cui sono accreditati commercialmente tutti i brani composti da uno o entrambi tra John Lennon e Paul McCartney durante l'esistenza dei Beatles (1960-1970).
Nel corso della vita artistica del gruppo talora la firma congiunta contrassegnò brani composti solo da Lennon (per esempio Girl, I Feel Fine, Julia, The Ballad of John and Yoko, Come Together, All You Need is Love  , Strawberry Fields Forever.) O da McCartney (Here, There and Everywhere,Let it  Be, Eleanor Rigby, Yesterday, When I'm Sixty-Four, I Will, Back in the U.S.S.R.  , Helter Skelter  .) Anche se frequenti furono le collaborazioni più o meno paritarie (Help!, I Want to Hold Your Hand, In My Life, Eight Days a Week, Getting Better, A Day in the Life ,    Birthday        , Two of Us.) Elemento di  discontinuità rispetto alle coppie musicali fino ad allora in voga era che essa non era composta da un compositore e da un paroliere, ma entrambi erano versatili autori di testi e musica.
John Lennon e Paul McCartney si incontrarono per la prima volta a Liverpool nel luglio 1957 e iniziarono rapidamente a comporre canzoni insieme, affinando le loro competenze progressivamente, sostenendo di aver scritto centinaia di canzoni prima della carriera discografica dei Beatles. Si accordarono di accreditare tutte le loro composizioni insieme al partner, qualunque fosse l'autore principale. Originariamente, l'ordine di assegnazione utilizzato fu "McCartney-Lennon" come si può evincere dal primo album, Please Please Me e dal singolo From Me to You. Tuttavia, a partire dal secondo album del gruppo, With The Beatles, si decise di invertire la posizione dei due cognomi, per scopi commerciali. La capacità di scrivere canzoni in coppia fu innovativa e creativa, e aumentò la popolarità dei Beatles quasi istantaneamente.
Nel corso del tempo, il duo di scrittura si evolse attraverso varie esperienze: il loro lavoro approfondì e arricchì molti brani, portando i Beatles sul trono della scena musicale contemporanea, con album quali Help!, Rubber Soul, Revolver e Sgt. Pepper's Lonely Hearts Club Band. Dopo le innovazioni in termine di creatività, composizione e strumentazione, con l'EP Magical Mistery Tour, fu prodotto il doppio album The Beatles, in cui aumentò l'individualismo dei componenti e soprattutto quello di Lennon e McCartney, i quali nonostante tutto condivisero ancora l'accredito delle canzoni. Questo fece nascere ulteriori tensioni all'interno del gruppo, che realizzò gli ultimi due album, Let It Be e Abbey Road, in un ambiente più scontroso.

## Storia

### Compositori di rock (1957-1964)

#### Formazione del duo

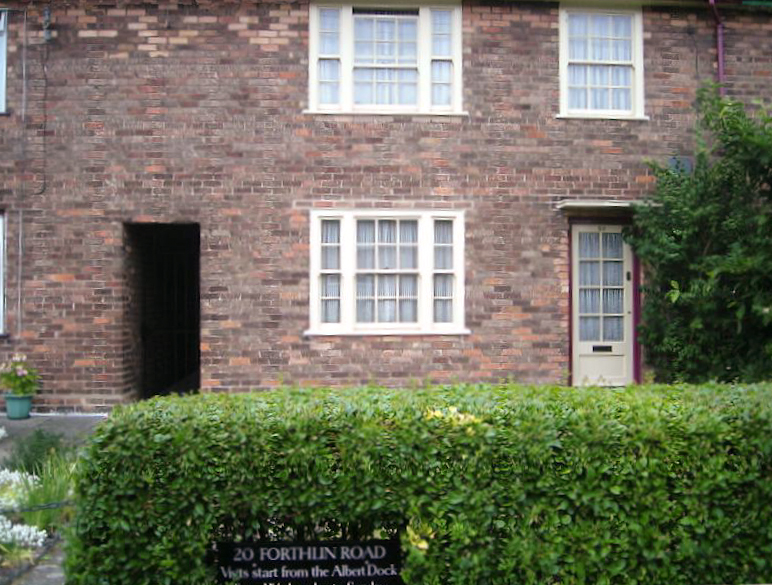
Casa di McCartney, dove si incontrava con Lennon

Paul McCartney incontrò John Lennon, insieme al suo gruppo skiffle, i Quarrymen, per la prima volta a una festa parrocchiale a Woolton, il 6 luglio 1957. McCartney fu presentato a Lennon da un amico comune, Ivan Vaughan. Nonostante la sua giovinezza, McCartney stupì il gruppo quando interpretò alla chitarra gli standard del rock, tra cui Twenty Flight Rock di Eddie Cochran. Poco dopo, McCartney si unì ai Quarrymen. La loro amicizia prese una nuova svolta nel 1958 quando la madre di Lennon, Julia, morì in un incidente; McCartney aveva perso infatti sua madre per un cancro due anni prima e questo rafforzò il legame che unì i due ragazzi.
Fin dai primi giorni della loro amicizia, i due giovani musicisti si ritrovano nelle rispettive case ad ascoltare i loro idoli americani di rock and roll cercando di imparare gli accordi e i testi, e discutendo. McCartney, che fin dalla giovinezza componeva, propose all'amico di realizzare delle canzoni. Iniziarono quindi, seduti con le loro chitarre e guardandosi faccia a faccia, a comporre. Rapidamente, iniziarono a segnare nei quaderni di scuola i titoli scrivendo «Una [composizione] Lennon-McCartney originale». Componevano scambiandosi proposte e idee, finché la canzone non veniva fuori. Queste composizioni fatte in casa, vennero soprannominate «prime cento».
Ma fu verso la fine del periodo dei concerti ad Amburgo, nel '60 e '61, che il gruppo cominciò ad interpretare regolarmente composizioni originali. Nell'audizione per la EMI del '62, il gruppo non esitò ad interpretare tre composizioni originali che costituiranno parte del loro repertorio. Una volta messi sotto contratto, i Beatles dovettero registrare il loro primo singolo a settembre. George Martin optò per una reinterpretazione di How Do You Do It? di Mitch Murray; Lennon e McCartney, nonostante avessero già registrato il brano, insistettero per una loro composizione; Martin cambiò idea e accettò, così Love Me Do divenne il primo singolo dei Beatles.

#### Il dominio di Lennon
Durante i primi due anni in studio dei Beatles, la partnership tra Lennon e McCartney fu più salda. Scrissero infatti molte canzoni a quattro mani anche in termini di singoli, come From Me to You, She Loves You e I Want to Hold Your Hand. Riguardo quest'ultima, Lennon osservò: «Paul ha suonato quest'accordo e gli ho detto: «È questo! Ripetilo!». A quei tempi lavoravano proprio così, suonando l'uno sotto il naso dell'altro». Nonostante McCartney scrivesse canzoni notevoli, erano molto più numerose quelle di Lennon che, nell'album A Hard Day's Night, scrisse dieci delle tredici canzoni. John fu anche innovativo nei brani, scrivendo le prime canzoni introspettive come No Reply e I'm a Loser.
Nel 1964, i Beatles ebbero la loro prima esperienza con la marijuana, alla quale furono introdotti da Bob Dylan durante il tour statunitense. Dylan fraintese il testo di I Want To Hold Your Hand, scambiando «I can't hide» in «I get high». Lo stesso anno, Harrison e Lennon ebbero la loro prima esperienza con l'LSD, senza esserne coscienti; Lennon in seguito ne diventerà un consumatore regolare. La sostanza psichedelica eserciterà un'influenza notevole nelle composizioni del duo.

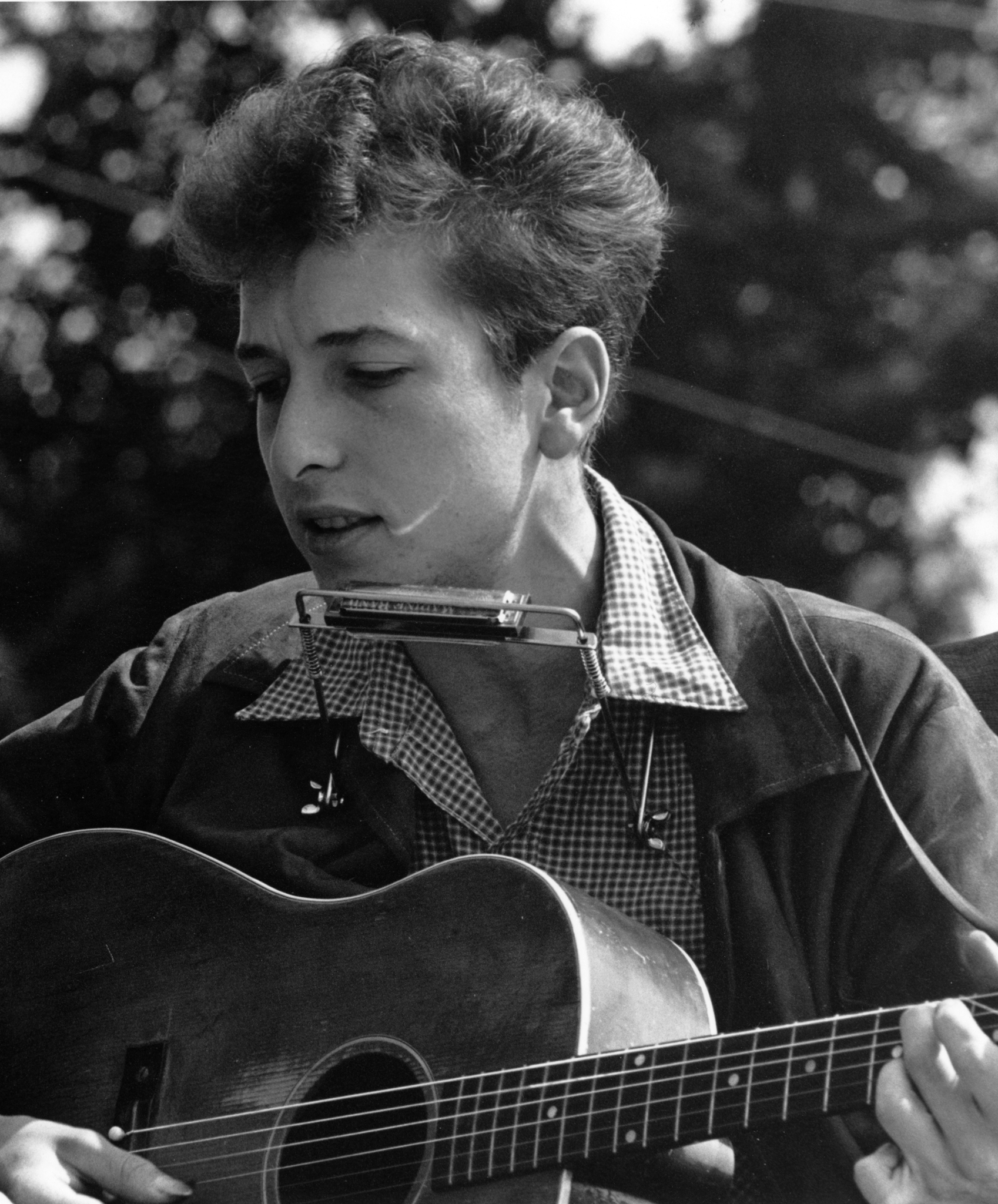
Bob Dylan, una delle influenze primarie di Lennon e McCartney per quanto riguarda i testi delle loro composizioni nel periodo 1965-66

### L'evoluzione artistica (1965-1967)

#### Il punto di svolta nel 1965
(George Martin)
Il 1965 fu un anno cruciale per i Beatles che, con i due album Help! e Rubber Soul, passarono dal pop-rock, in cui i soggetti delle loro canzoni erano esclusivamente le ragazze e l'amore, a uno stile che si discosta dai canoni tradizionali del genere, utilizzando strumenti a quei tempi inediti nelle tracce e sviluppando nel contempo diverse tecniche per la registrazione in studio. Gran parte delle composizioni di Lennon, il cui contributo all'album è sempre notevole, risentono di una potente influenza da parte di Bob Dylan. McCartney invece, per la prima volta nella storia dei Beatles, compose e registrò interamente da solo (accompagnato da un quartetto d'archi) Yesterday. Il brano rimase tuttavia accreditato a Lennon-McCartney per il bene della coesione del gruppo.
L'uguaglianza dei compositori è dimostrata nel 1966 quando, nel singolo da pubblicare, si propose il problema del lato A. Sia Lennon che McCartney consideravano le proprie canzoni da lato A (rispettivamente Day Tripper e We Can Work It Out). Decisero quindi di inventare l'originale concetto del doppio lato A, ponendo le canzoni in parità qualitativa.

#### L'esperienza psichedelica
Nel 1966 il linguaggio musicale dei Beatles si allargò. Harrison si interessò alla musica e al mondo indiano, mentre McCartney coltivò un enorme interesse per la musica d'avanguardia e la musica contemporanea (tra cui John Cage e Karlheinz Stockhausen).
Con l'album Revolver entrambi i compositori raggiunsero una nuova fase, con un album particolarmente innovativo sia per la varietà degli strumenti utilizzati (gli effetti sonori di Tomorrow Never Knows, l'orchestra d'archi di Eleanor Rigby) e sia per i testi. L'autore di questa innovazione è ancora una volta Lennon, tuttavia McCartney offrirà il suo contributo con i tape-loops a Tomorrow Never Knows e l'introduzione di mellotron di Strawberry Fields Forever. Entrambi sono ancora in grado di competere musicalmente: per il primo singolo del 1967, ognuno imponendo la propria visione della sua giovinezza a Liverpool, si pubblicò il secondo doppio lato A: Strawberry Fields Forever/Penny Lane.
L'influenza dell'LSD in Lennon divenne sempre più forte, a tal punto da comporre canzoni dall'atmosfera psichedelica, con strutture complesse e poliritmi; la droga lo spinse anche a lasciare in maggior misura a McCartney il compito di tenere saldo il gruppo (che si sarebbe potuto sciogliere dopo Sgt. Pepper's Lonely Hearts Club Band per la morte del manager Brian Epstein). Infatti Paul, dopo Sgt. Pepper, decise di avanzare l'idea dell'album-film Magical Mystery Tour, poiché il complesso era temporaneamente inattivo. Alcune canzoni sono comunque ancora frutto della collaborazione Lennon-McCartney, come A Day in the Life, Getting Better, She's Leaving Home e With a Little Help from My Friends.

### Lo scioglimento (1968-1970)

#### Tensioni e crescente indipendenza
(John Lennon)
All'inizio del 1968, i Beatles si recarono in India per un soggiorno di alcune settimane a Rishikesh. Durante questo ritiro Lennon, McCartney e Harrison, ebbero la possibilità di comporre numerose canzoni, spesso molto personali. Quando Lennon incontrò Yōko Ono, ruppe i rapporti di lavoro con McCartney; a questo si aggiunsero inoltre le crescenti tensioni all'interno gruppo dovute sempre a Yoko Ono. Quest'atmosfera scontrosa causò la partenza del tecnico del suono, Geoff Emerick, e quella temporanea di Ringo Starr, che andò in vacanza in Sardegna, dove scrisse la celebre canzone Octopus's Garden.

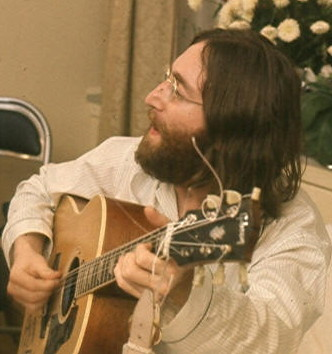
Lennon in Give Peace a Chance

Contemporaneamente, McCartney si innamorò di Linda Eastman, il che contribuì ulteriormente alla separazione tra Paul e John, che si trovarono a combattere per la scelta del manager (McCartney preferiva suo suocero al manager scelto da Lennon, Allen Klein). Tuttavia, ci furono ancora delle collaborazioni, benché minime, tra i due; John aggiunse l'introduzione pianistica di Ob-La-Di, Ob-La-Da e l'assolo di Birthday improvvisato in studio.
Il successivo album del gruppo, il progetto Get Back, aveva lo scopo di rinsaldare il gruppo. Le riprese del film, che ne mostra la realizzazione, mostrano tuttavia il contrario: spesso si originavano litigi sia per McCartney, che aveva assunto un ruolo da "direttore d'orchestra", sia per Lennon, affascinato dalla sua futura moglie. Il rapporto professionale tra i due, in termini di qualità, non era più quello di prima: nella preparazione di Teddy Boy, un brano che sarà pubblicato da McCartney nel suo primo album da solista, Lennon deride il collega per lo stile usato. Tuttavia, McCartney fa un cenno a John nella canzone Two of Us nei versi «You and I have memories. Longer than the road that stretches out ahead» («Io e te abbiamo ricordi. Più lunghi della strada che si perde di fronte»).
Per diversi anni Lennon e McCartney avevano iniziato a preparare il loro progetti da solisti: alla fine del 1966, Paul era stato incaricato di comporre la colonna sonora del film The Family Way, che è anche il "primo" album da solista di un componente del gruppo. Nel 1968, Lennon, a sua volta, pubblicò le sue prime composizioni con Yoko Ono; nella sua prima esperienza nel campo della musica popolare, il singolo Give Peace a Chance, fu inizialmente accreditato al solo Lennon, a cui si aggiunse successivamente il cognome di McCartney, per evitare indiscrezioni riguardo ad uno scioglimento dei Beatles.

#### Abbey Roade la fine

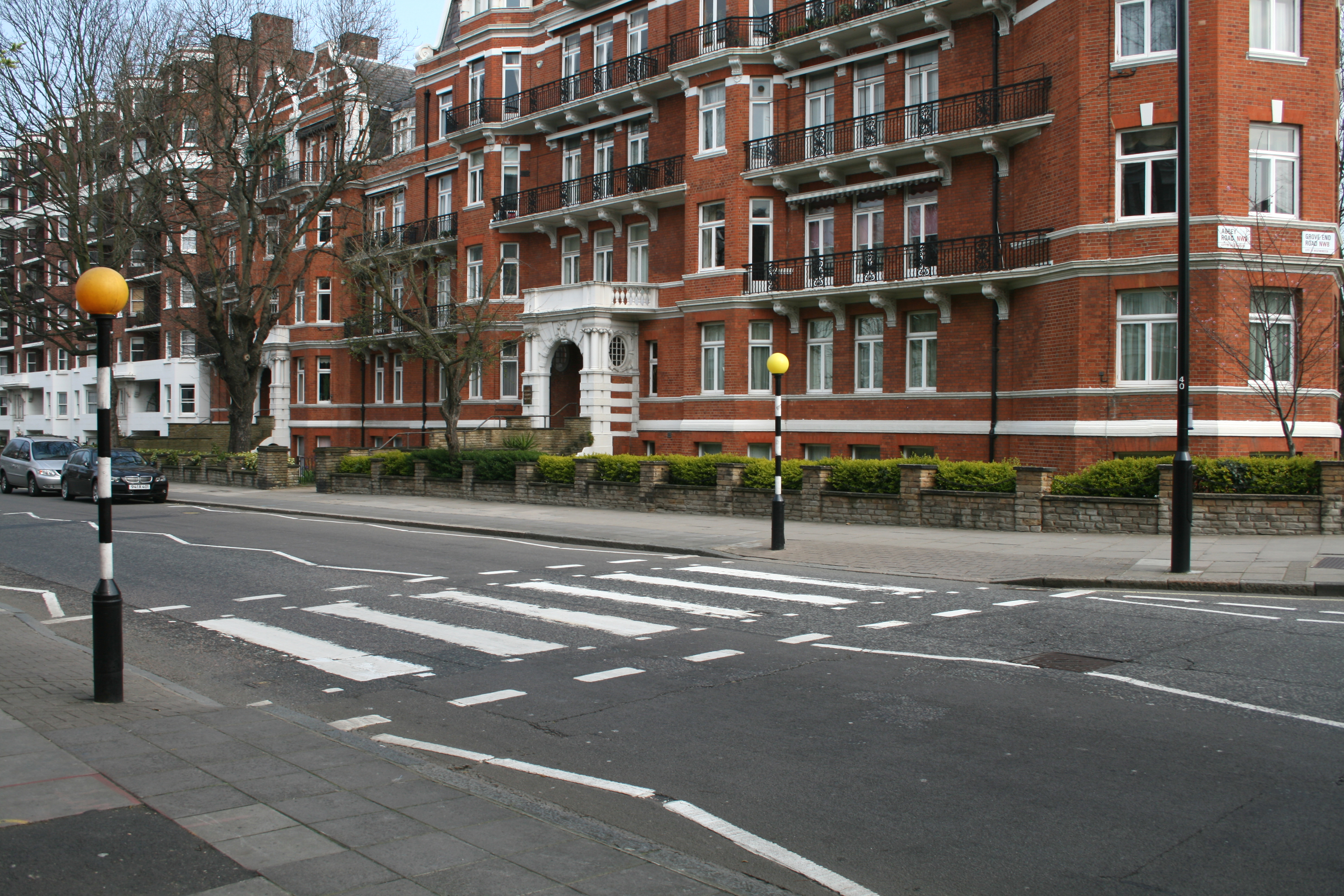
Le celebri strisce pedonali di Abbey Road

Prima di annunciare l'imminente separazione dei Beatles, McCartney cercò di riunire il gruppo per chiudere una leggendaria carriera in bellezza. Come preludio, accettò di registrare una composizione molto personale di Lennon, che finirà poi sul singolo: The Ballad of John and Yoko, brano che narra le peregrinazioni del musicista durante la sua luna di miele. Starr e Harrison non erano disponibili (il primo, era impegnato sul set di The Magic Christian, George era all'estero) quindi registrarono solamente loro due.
Nell'album, inizialmente intitolato Everest, i ragazzi di Liverpool danno il meglio di sé e collaborano. Un esempio n'è l'iconica linea di basso di Come Together, canzone di Lennon, su iniziativa di McCartney. Allo stesso modo, lavorarono in coppia insieme a Harrison, alle fini armonie vocali di Because. La più grande collaborazione tra Lennon e McCartney nell'album si trova nel long medley che occupa la maggior parte del lato B. Ognuno offre canzoni più o meno incompiute, ma McCartney domina chiaramente in quantità. Fu lo stesso Paul ad interessarsi dell'ordine delle tracce insieme a Martin, mentre Lennon lo ritenne troppo complesso.
Abbey Road non fu però tutto rose e fiori. Dapprima dell'inizio del progetto, Lennon pretese di posizionare tutte le sue composizioni nel lato A, e nel lato B quelle di McCartney. Maxwell's Silver Hammer, causò aspre divergenze tra Lennon e McCartney; John disse che era «la prima delle sue canzoni da nonnina» e considerò eccessivo il tempo speso per il brano, rifiutandosi di partecipare (ad un certo punto si abbassò i pantaloni, tanto è vero che al minuto 1:21 si può sentire McCartney che ride sommessamente). Anche gli altri due Beatles espressero forti critiche: Harrison nel 1969 la definì una canzone «che si ama o si odia», mentre nel 1977 disse: «Dio, era così stupida»; il batterista Starr invece si espresse così: «La peggior canzone che abbiamo mai registrato. Ed è andata avanti per delle fottute settimane. Follia».
Lennon alla pubblicazione ufficiale dell'album si ritirò dal gruppo, ma la notizia fu comunicata soltanto il 10 aprile 1970, quando McCartney, nell'annunciare il suo nuovo album da solista, comunicò ufficialmente che i Beatles non esistevano più.

### Un pesante patrimonio (1970-oggi)

#### I continui battibecchi
Nel 1971 scoppiò un conflitto musicale fra i due vecchi amici. L'anno precedente, Lennon criticò pesantemente l'album di McCartney, ma tutti e due dichiararono di sperare che la concorrenza li avrebbe portati a nuovi livelli. Fu tuttavia McCartney a dare inizio alle ostilità mediatiche con Lennon. Nell'album Ram sono infatti molteplici i riferimenti all'ex collega; nella canzone Too Many People, sono due i versi incriminati: «Too many people going underground» («Troppa gente sta andando sotto terra», un riferimento alla carriera di artista underground intrapresa con Yoko), e «That was your first mistake, you took your lucky break and broke it in two» («Questo è stato il tuo errore principale, hai rotto il tuo colpo di fortuna», un riferimento allo scioglimento dei Beatles); nel brano successivo, 3 Legs, si lamenta di un amico che l'ha tradito («I thought you was my friend/When I thought I could call you my friend...», «Pensavo che fossi un mio amico/Quando pensavo di poterti chiamare amico, mi hai abbandonato lasciandomi allo sbaraglio»). Inoltre nelle foto di copertina, sono immortalati due coleotteri (lingua inglese: Beetles) nell'atto di accoppiarsi.

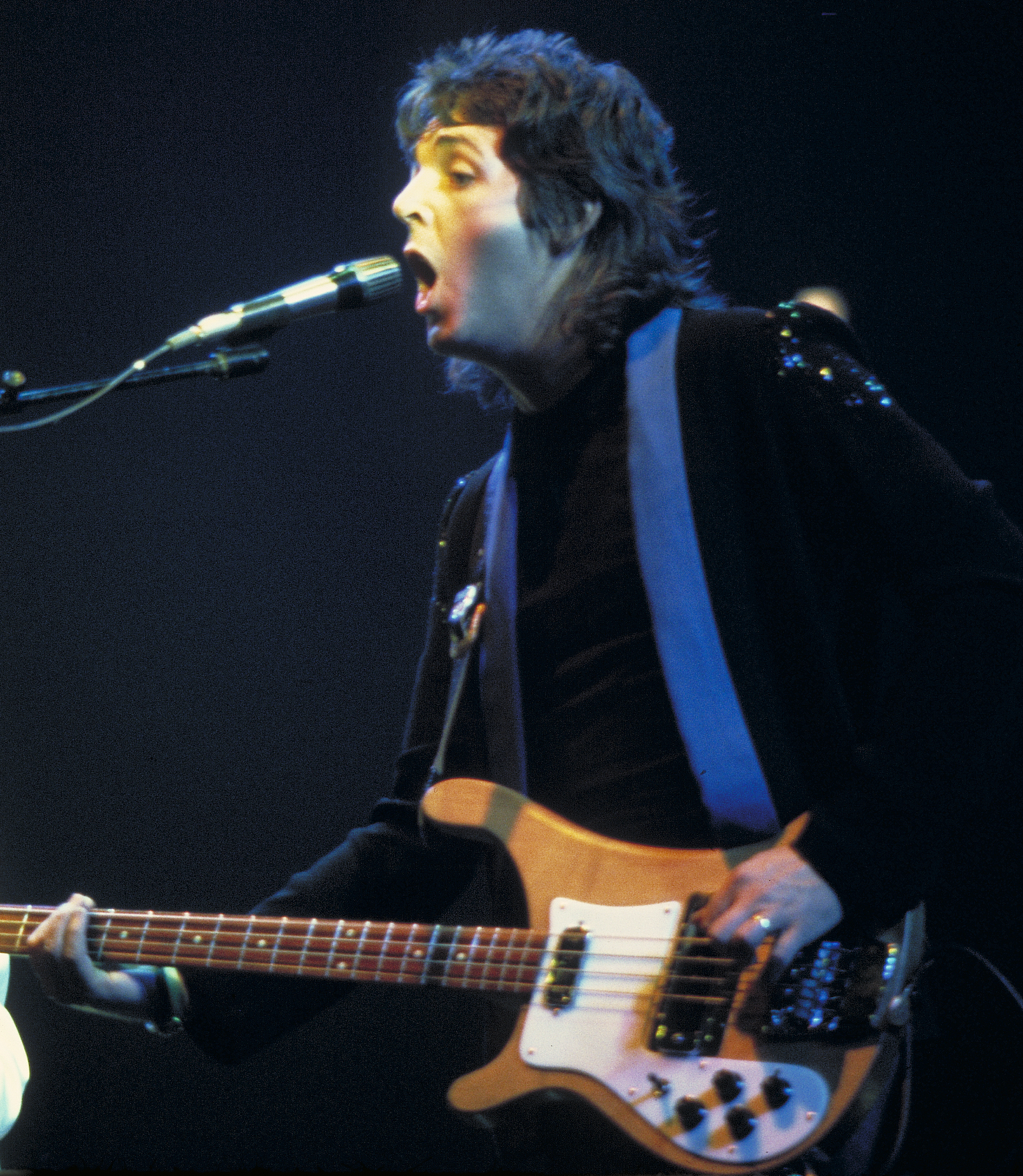
McCartney nel 1976

La risposta di Lennon non fu tardiva. Un paio di mesi più tardi pubblicò l'album Imagine. Inserì come cartolina dell'album una foto che denigrava la copertina dell'album di McCartney, raffigurato intento ad afferrare per le corna un montone: Lennon si fece scattare una foto dove afferrava per le orecchie un maiale. Nella canzone How Do You Sleep? Lennon attaccò pesantemente McCartney sia per il suo stile di vita sia per il suo lavoro musicale. La canzone rattristò molto McCartney, che poco prima della pubblicazione del brano di Lennon, aveva registrato per il suo nuovo album, Wild Life, la canzone Dear Friend, indirizzata a John.

#### Relativa riconciliazione e opere postume
Verso la metà degli anni settanta, con la fine dei problemi legali per lo scioglimento del gruppo, le tensioni tra gli ex colleghi diminuirono. Negli anni che seguirono, quando Lennon si ritirò dalla vita pubblica per prendersi cura di suo figlio, Sean, McCartney gli telefonava regolarmente, e occasionalmente gli faceva visita. Una sera del 1976, McCartney e Lennon stavano guardando Saturday Night Live, quando il presentatore, Lorne Michaels, chiese ai Beatles se erano disposti a suonare nel programma. Entrambi pensarono di fare una visita a sorpresa, ma rinunciarono a causa della fatica.
Quando Lennon fu assassinato nel 1980, McCartney rimase particolarmente scioccato e realizzò una canzone tributo all'ex partner, Here Today. La collaborazione tra Lennon e McCartney terminò dunque definitivamente, ma nel 1995, Yoko Ono diede a McCartney i nastri di registrazione di un brano in preparazione di Lennon. Paul, George e Ringo colmarono le lacune e terminarono la registrazione: la canzone che ne venne fuori, Free as a Bird, fu una delle ultime collaborazioni del duo Lennon-McCartney e del gruppo. Fu registrata anche Real Love, che era ad uno stadio più avanzato. Una terza bozza di Lennon, Now and Then, fu considerata per l'Anthology 3, ma il progetto venne abbandonato. Ripreso poi successivamente, la canzone è stata pubblicata come singolo il 2 Novembre 2023.

## Altri aspetti

### Harrison e Starr
Soprattutto Ringo Starr, ma anche George Harrison, furono sempre in ombra rispetto al duo, che scrisse la maggior parte del repertorio dei Fab Four. I primi anni il duo componeva canzoni per i colleghi oppure faceva cantare loro cover, come Boys per Starr e Do You Want to Know a Secret per Harrison. Queste erano tuttavia lontane dai migliori lavori del gruppo, ne è un esempio If You've Got Trouble, canzone composta per Starr da inserire nell'album Help! ma poi scartata in favore della cover Act Naturally.
Il batterista non mostrò alcun segno di frustrazione per questa situazione, al contrario di Harrison. Nel secondo album del complesso, With The Beatles, Harrison compose il suo primo brano, Don't Bother Me. Tuttavia, come spiega il tecnico del suono Emerick, alle composizioni del chitarrista venivano riservate meno attenzioni, meno spazio sui dischi, e un tempo di registrazione inferiore. George Martin deplorò fortemente questa disparità di trattamento, pur ammettendo che le prime composizioni di Harrison erano troppo al di sotto del livello di quelle di Lennon-McCartney.
L'ultimo album del gruppo coincide con il periodo d'oro di Harrison, con canzoni quali Here Comes the Sun e Something, che fu la prima e unica sua composizione messa nel lato A di un singolo. Il gruppo unanimemente riconobbe la qualità del brano, e Lennon disse anche che fu «una delle migliori canzoni dell'album». Tuttavia Harrison rimase sempre in ombra rispetto al duo, tanto che Frank Sinatra disse che Something era la sua composizione preferita di Lennon-McCartney.
Scioltosi il gruppo, Harrison produsse il triplo album All Things Must Pass, che fu anche il primo successo di un Beatle da solista.

### Tributi e influenze
Fin dall'inizio della loro carriera, il duo Lennon-McCartney influenzò gruppi e artisti. Così i Rolling Stones, vedendo all'opera la coppia nella composizione di I Wanna Be Your Man, decisero di registrare canzoni composte da loro e non di usare solo reinterpretazioni. La concorrenza ci fu anche con altri gruppi, per esempio, Brian Wilson dei Beach Boys "sfidò" l'album dei Beatles Rubber Soul con Pet Sounds. All'uscita di Revolver, Wilson tentò la risposta con SMiLE, ma McCartney, una volta finito Sgt. Pepper's Lonely Hearts Club Band, fece visita in America a Wilson, dove suonò She's Leaving Home su un pianoforte. Wilson cadde in depressione e SMiLE non fu mai completato.
Le canzoni del duo furono molte volte reinterpretate, alcune con grandi successi. Per esempio Ob-La-Di, Ob-La-Da reinterpretata dai Marmalade o Lucy in the Sky with Diamonds di Elton John negli Stati Uniti. Il duo è quindi a capo di diversi record, oltre ad avere il maggior numero di canzoni reinterpretate e in parecchi stili musicali (tra cui musica barocca, jazz, salsa e reggae), per non dimenticare Yesterday, la canzone più reinterpretata di tutti i tempi.